# ルボフラ条約
ルボフラ条約（波：pokój w Lubowli）は、1412年にポーランド王ヴワディスワフ2世とハンガリー王ジグモンド（ローマ王ジギスムント）との間に結ばれた、財政危機に陥ったハンガリー王国へポーランド王国が緊急融資を行うことを決めた条約である。

## 概要
条約は今日ではスロバキア領となっているスピシュ地方のルボフラで、後期中世において有名なポーランドの騎士のStibor of StiboriczとZawisza Czarnyによって交渉され、その後ブダで批准された。
ハンガリー王国はそれまでの放漫財政に加え、当時ハプスブルク家からの圧力と同様にオスマン帝国との絶え間ない戦いによって重大な財政難に陥っていた。
条約の規定には、ポーランド王国とドイツ騎士団との間の第一次トルニの和約の批准も含んでいた。それと同時に、ハンガリーは密かに（ヴワディスワフ1世による遠征以来ポーランドとドイツ騎士団との間で帰属を巡って争いのあった）ポメラニア地方に対するポーランドの主権確立を支持すると申し出た。それにより、もはやポメラニア地方はドイツ騎士団のものではなくなった。
最終的に、ポーランドが総額37,000プラハ・グロシュ、つまり7トンもの大量の純銀を全60回にわたってハンガリーに融資すること引き換えに、これが完済されるまでの担保としてスピシュ郡の16の豊かな塩抗町をポーランドの管理下とした。
ルボフラ会議の後、ヴワディスワフ2世とポーランド代表派遣団はコシツェへ赴いてハンガリー王と会い、そこからトカイ、デブレツェン、そしてオラデアにあるラースロー1世の墓を訪れた。その後ブダへ行き、そこで、4万人の騎士と貴族のみならず、ボスニア王Tvrtko2世、14の諸侯、3人の大司教、11人の司教、17州の大使の前でルボフラ条約は公式に調印された。その行事を盛大に祝うため馬上試合が催され、これにポーランドとハンガリーの騎士が参加した。
約束された融資はポーランド王国によって誠実に実行された。その後、条約が破棄されることはなかったが、依然としてこのハンガリーの債務は弁済されなかった。18世紀のポーランド分割によってポーランド王国が消滅するまで、スピシュ郡はポーランド王国の一部のままだった。1769年にバール連盟の蜂起から守るという口実で、オーストリアはスピシュ郡の町を支配した。
それからスピシュ郡はポーランドへ戻ることはなく、それどころかポーランドが弱体化したことで（ハンガリーと物的同君連合となることによりこのポーランドへ債務を弁済する義務を負っていた）オーストリアがポーランド分割に加担した。そしてポーランドはハンガリーに対する全ての債権の放棄を強要されたのである。